# ウラジーミル・コルパクチ
ウラジーミル・ヤコヴレヴィチ・コルパクチ（ロシア語: Владимир Яковлевич Колпакчи, 1899年8月26日 - 1961年5月17日）は、ソビエト連邦の軍人。上級大将。ソ連邦英雄。

## 経歴
キエフ出身。1916年、ロシア帝国軍に召集され、下士官として第一次世界大戦に従軍。ロシア革命時、赤衛隊に加わり、冬宮を襲撃した。
1918年から赤軍に入隊し、共産党に入党した。ロシア内戦時、ペトログラード戦線で戦い、後に中隊長、大隊長としてヴォズネセンスク、オデッサで白軍と戦った。1921年、クロンシュタットの反乱の鎮圧に参加し、1923年～1924年、トルキスタン戦線でバスマチと戦った。1928年、M.V.フルンゼ名称軍事アカデミーを卒業し、狙撃連隊長、第2狙撃師団参謀長、第8狙撃師団長を歴任した。1936年、白ロシア軍管区参謀次長。1936年～1938年、スペイン内戦に参加。帰国後、第12狙撃軍団を指揮し、1940年12月からハリコフ軍管区参謀長。
独ソ戦勃発時、第18軍参謀長だった。以降は第18軍、第62軍、第30軍、第63軍、第69軍の司令官を歴任し、ドンバス、モスクワ、スターリングラードの防衛、ルジェフ・ヴャゼム、オリョール、ブリャンスク、リュブリン・ブレスト、ヴィスワ・オーデル、東ポメラニア、ベルリン作戦に参加した。1945年のラドム作戦時、ドイツ軍の陣地を突破し、オーデル川を強行渡河したことにより、ソ連邦英雄の称号を授与された。
戦後、バキン軍管区司令官、後に軍司令官。1951年、参謀本部軍事アカデミー附属高等学術課程を修了。1954年～1956年、北部軍管区司令官。1956年1月、ソ連国防省の中央機構に勤務し、地上軍戦闘訓練総局長を務めた。1961年5月17日、職務執行の際、航空機事故により殉職。

## パーソナル
ソ連邦英雄（1945年）。レーニン勲章3個、赤旗勲章3個、1等スヴォーロフ勲章3個、1等クトゥーゾフ勲章2個、赤星勲章を受章。